# パーゴ (潜水艦)
パーゴ (USS Pargo, SS-264) は、アメリカ海軍の潜水艦。ガトー級潜水艦の一隻。艦名はスペイン語でフエダイ科の総称に因む。

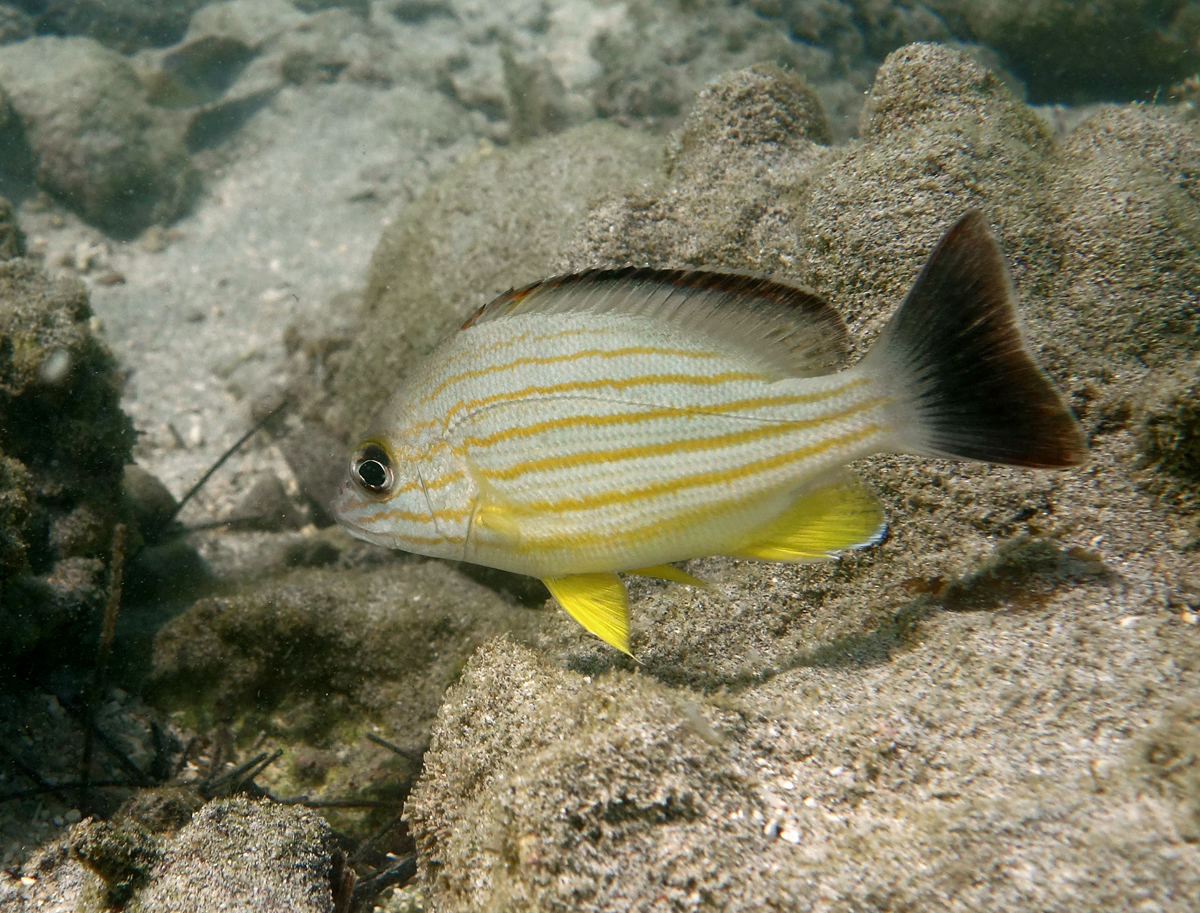
ブラックテール・スナッパー（Pargo rabo negro）

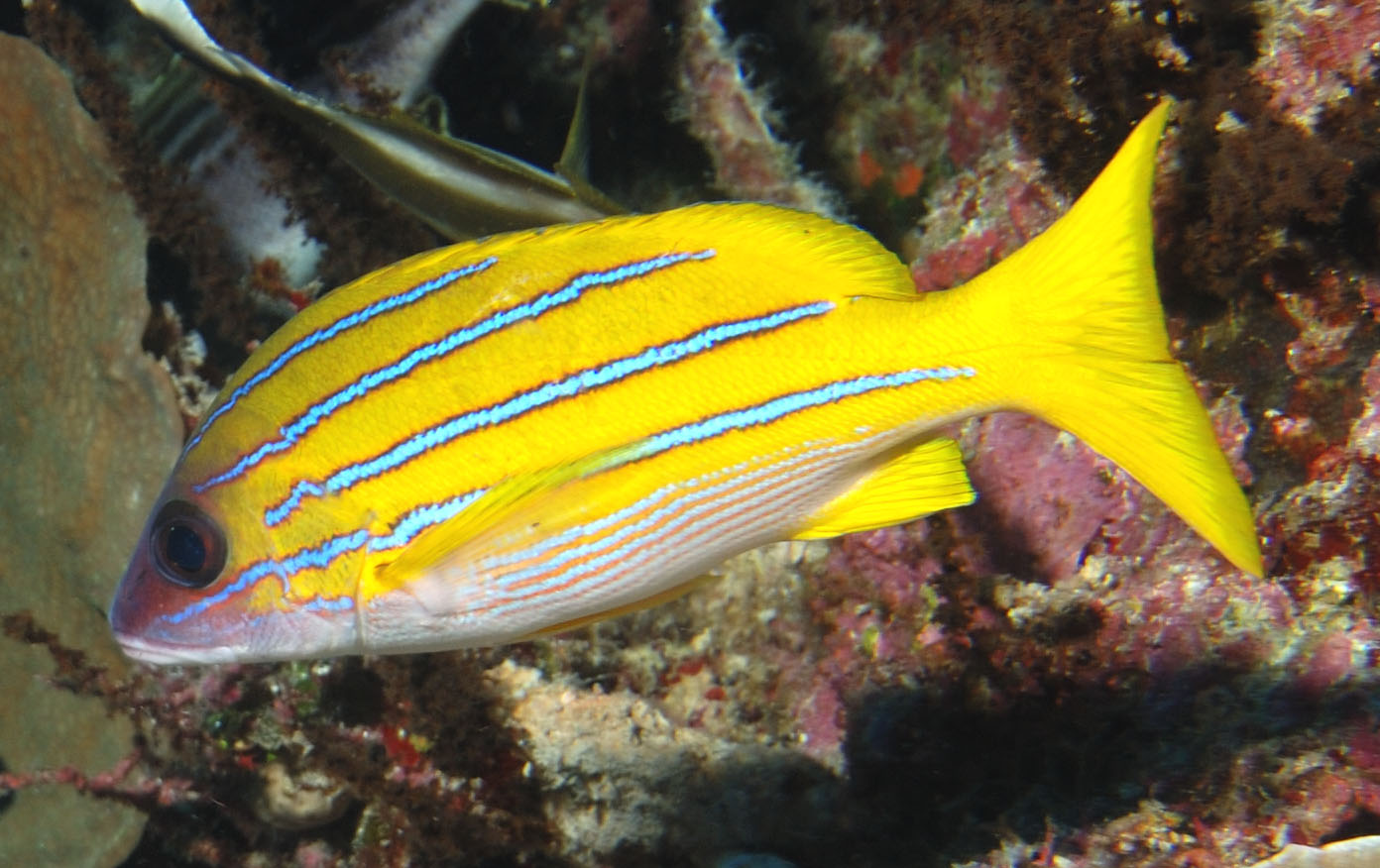
ヨスジフエダイ（Pargo de rayas azules）

## 艦歴
「パーゴ」は1942年5月21日にコネチカット州グロトンのエレクトリック・ボート社で起工する。1943年1月24日にベレ・バルクによって進水し、艦長イアン・C・エディー少佐（アナポリス1930年組）の指揮下1943年4月26日に就役する。整調及び訓練後、パナマ運河を経由して真珠湾に7月23日到着した。

### 第1、第2の哨戒 1943年8月 - 12月
8月18日、「パーゴ」は最初の哨戒で東シナ海に向かった。9月4日未明、北緯30度13分 東経128度16分 / 北緯30.217度 東経128.267度の地点でサ12船団を発見し、魚雷を4本発射。魚雷はタンカー「隆栄丸」（日東汽船、5,142トン）に命中し、大火災を発生させたものの船は沈没を免れて長崎に引き返した。
2日後の9月6日夜には、北緯31度25分 東経129度07分 / 北緯31.417度 東経129.117度の地点でレーダーにより6隻の第194船団を探知し、追跡の上翌9月7日未明に魚雷を6本発射。「全ての魚雷の命中を確認した」としたが、第194船団に被害はなかった。それでもこの哨戒で、4隻27,600トンの戦果を挙げたと判断していた。10月6日、49日間の行動を終えて真珠湾に帰投した。
10月30日、「パーゴ」は2回目の哨戒で「ハーダー」 (USS Harder, SS-257)」「スヌーク (USS Snook, SS-279) 」とウルフパックを構成しマリアナ諸島方面に向かった。11月19日未明、「パーゴ」は北緯22度28分 東経147度22分 / 北緯22.467度 東経147.367度のサイパン島沖で4隻の輸送船に駆逐艦「夕月」と海防艦「福江」が護衛する第4111船団を発見し、「ハーダー」および「スヌーク」と連携して攻撃を行う。しかし、駆逐艦および輸送船に対して魚雷を3本ずつ発射したものの、命中しなかった。11月28日午後、「パーゴ」は北緯18度21分 東経140度08分 / 北緯18.350度 東経140.133度のサイパン島北西海域で第3123船団を発見。先にスヌークが攻撃を仕掛け、その後まもなくパーゴも攻撃した。パーゴは28日夜に魚雷を3本発射し、次いで11月29日未明に魚雷を4本発射した。魚雷は海軍徴傭船「萬寿丸」（岡田商船、5,975トン）と特設運送船「昭興丸」（東和汽船、1,933トン）に命中して、2隻とも撃沈した。「スヌーク」も2隻撃沈し、第3123船団にいた5隻の輸送船のうち、4隻を撃沈したこととなった。11月30日夜にも北緯15度20分 東経140度38分 / 北緯15.333度 東経140.633度の地点で輸送船団を発見し、魚雷を計8本発射していくつかの爆発を確認した。12月1日未明にも魚雷を3本発射した上、浮かんでいた救命ボートに対して20ミリ機銃による射撃を行ったあと、海域を去った。11月30日から12月1日の攻撃では、「10,000トン級タンカーを撃沈した」と判定された。12月8日、40日の行動を終えてミッドウェー島に帰投。12月13日に真珠湾に到着したあと、「H.O.R.エンジン搭載艦は1隻残らず、暫時エンジンを換装するように」という合衆国艦隊司令長官兼海軍作戦部長アーネスト・キング大将の命令が出ていたので、該当艦の1隻である「パーゴ」はメア・アイランド海軍造船所に回航され、GM社製278A16気筒エンジンに換装。1944年3月5日に戦列に復帰した。

### 第3、第4、第5の哨戒 1944年3月 - 10月
3月25日、「パーゴ」は3回目の哨戒でセレベス海方面に向かった。5月1日夜、北緯03度40分 東経128度10分 / 北緯3.667度 東経128.167度の地点でレーダーで目標を探知し、やがて見えてきた大型タンカーと護衛艦に向けて魚雷を6本発射。目標には2本命中したらしく、5つの激しい爆発のあと目標は煙に包まれた。2日後の5月4日午後には北緯07度14分 東経129度12分 / 北緯7.233度 東経129.200度の地点で特設捕獲網艇「永隆丸」（栗林商船、758トン）を含む複数の目標を発見し、魚雷を3本発射して2本を命中させて撃沈した。永隆丸の沈没を確認すると、二番目の輸送船に対しても魚雷を3本発射し、1本が命中したと判断される。この二番目の輸送船に対しては、さらに魚雷を2本発射したものの回避された。5月15日から18日にかけてはダーウィンに寄港。5月24日、60日間の行動を終えてフリーマントルに帰投した。
6月13日、「パーゴ」は4回目の哨戒でセレベス海に向かった。6月27日午後、北緯06度21分 東経124度02分 / 北緯6.350度 東経124.033度の地点で4,000トンから5,000トン級の輸送船と護衛艦を発見し、魚雷を4本発射して1本が命中したと判断される。翌6月28日朝には北緯06度50分 東経122度32分 / 北緯6.833度 東経122.533度のミンダナオ島サンボアンガ東南東50キロの地点でハルマヘラ島からマニラに向かっていたM25船団を発見し、右舷側から船団の先頭船と最後尾の船に対してそれぞれ魚雷を3本発射し、魚雷は陸軍輸送船「山菊丸」（山下汽船、5,236トン）に向かっていった。「山菊丸」は1本目から3本目まで回避したが、4本目が右舷船倉に命中して沈没した。また、「第10号海防艦」にも魚雷を命中させたと記録された。7月27日、「パーゴ」は北緯01度35分 東経125度20分 / 北緯1.583度 東経125.333度の地点で「占守型海防艦」と「夏島型敷設艇」を発見するが、先手を取られて激しい爆雷攻撃に見舞われた上に対潜爆弾も投じられた。8月9日、「パーゴ」は57日間の行動を終えてフリーマントルに帰投。潜水母艦「グリフィン (USS Griffin, AS-13) 」による修理を受けた。艦長がデーヴィス・B・ベル少佐（アナポリス1937年組）に代わった。

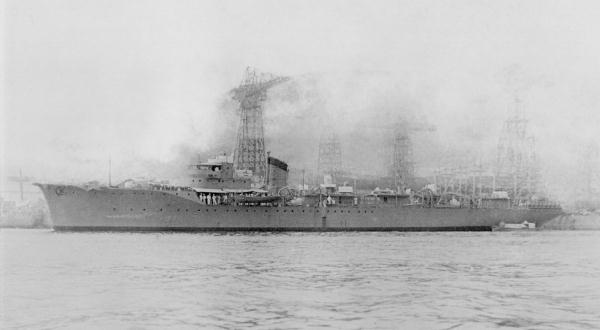
敷設艦「蒼鷹」（1940年）

9月3日、「パーゴ」は5回目の哨戒で南シナ海に向かった。9月10日夜、パーゴは南緯06度17分 東経116度27分 / 南緯6.283度 東経116.450度の地点で特設捕獲網艇「檜丸」（宇和島運輸、599トン）を発見し、まず魚雷を3本発射したが命中せず、続いて魚雷を4本発射。魚雷は艦橋の下ほかに2本命中して撃沈した。9月14日から15日にかけての深夜に北緯02度36分 東経109度00分 / 北緯2.600度 東経109.000度のナトゥナ諸島近辺の海域に機雷を敷設した後、9月22日には北緯08度15分 東経117度02分 / 北緯8.250度 東経117.033度のバラバク海峡近海で輸送船団を発見し、魚雷を6本発射して3つの爆発を聴取して「5,000トン級輸送船1隻の撃破」を報じる。9月26日未明、「パーゴ」は北緯07度00分 東経116度00分 / 北緯7.000度 東経116.000度のボルネオ島北西岸でレーダー、次いで目視により敷設艦「蒼鷹」を発見。「パーゴ」は「蒼鷹」を千歳型水上機母艦あるいは香取型練習巡洋艦と判断しており、魚雷を3本発射して1本か2本命中させて「撃破」した。続いて魚雷を4本発射して1本を命中させ、さらに魚雷をもう1本発射したが、こちらは命中しなかった。この目標が「蒼鷹」で、撃沈したことが伝えられたのは、戦争が終わってからのことであった。10月7日、34日間の行動を終えてフリーマントルに帰投した。

### 第6、第7の哨戒 1944年10月 - 1945年3月
10月28日、パーゴは6回目の哨戒で「ハッド (USS Haddo, SS-255) 」とともに南シナ海に向かった。エクスマス湾に立ち寄った後、哨区に進出。11月13日未明、「パーゴ」は北緯08度42分 東経116度51分 / 北緯8.700度 東経116.850度のパラワン水道で「初春型駆逐艦」を発見し、魚雷を4本発射したが命中した様子はなかった。感づかれて爆雷攻撃を受けたものの、被害はなかった。11月26日には、北緯04度55分 東経114度06分 / 北緯4.917度 東経114.100度のボルネオ島バラム岬沖で海防艦3隻に護衛された特設運送船（給油）「雄鳳丸」（飯野海運、5,226トン）を発見。魚雷を4本発射し、すべてが命中した「雄鳳丸」は、後部が沈んだが前部は浮いていた。攻撃後、海防艦「千振」らは爆雷攻撃を行い、「パーゴ」は爆雷攻撃により一部のバルブが破壊され、レーダーや発電機も損傷した。何とか立ち回って致命的な危機を脱した「パーゴ」は、修理を行った上で哨戒を続行した。その間、「雄鳳丸」の浮いていた部分は「千振」に曳航されていった。12月21日、53日間の行動を終えてフリーマントルに帰投した。

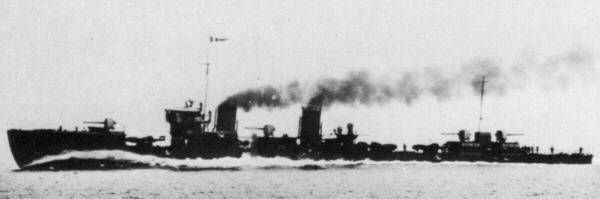
駆逐艦「野風」

1945年1月15日、「パーゴ」は7回目の哨戒でインドシナ半島方面に向かった。1月31日、「パーゴ」は北緯10度59分 東経109度06分 / 北緯10.983度 東経109.100度のインドシナ半島サンジャック沖で対潜掃討中の海防艦「満珠」に向けて魚雷を計9本発射し、魚雷は艦首に命中し中破させた。2月4日から6日にかけては、西沙諸島の永興島にある日本軍の測候所や発信所に対して特別任務と艦砲射撃を実施した。2月10日には、2隻の大型タンカーを基幹とする輸送船団を発見し、艦首と艦尾の発射管から計10本の魚雷を発射。4つの爆発が聞こえたので4本の命中と判定し、直後からの爆雷攻撃も切り抜けた。2月20日未明、北緯12度27分 東経109度40分 / 北緯12.450度 東経109.667度のカムラン湾北東海域で南方進出途上の駆逐艦「神風」と「野風」を発見して魚雷を4本発射し、「野風」に1本命中させて撃沈した。「パーゴ」の「野風」撃沈は、アメリカ潜水艦による最後の駆逐艦撃沈として記録されている。「パーゴ」はこの後アメリカ本国への帰還を命じられ、その途中の3月3日にサイパン島に寄港した。3月13日、54日間の行動を終えて真珠湾に帰投。3月25日にメア・アイランド海軍造船所に到着してオーバーホールに入り、6月17日に終わった。

### 第8の哨戒 1945年7月 - 9月
7月14日、「パーゴ」は8回目の哨戒で日本海に向かった。この海はかつては「ヒロヒトの浴槽」などと称し、1943年に3回の侵入を果たした後誰も足を踏み入れなかったが、一挙9隻が侵入した1945年6月のバーニー作戦以降は恐れる海域ではなくなった。8月6日に対馬海峡の機雷原を易々と突破し、日本海に入った。8月8日、北緯41度15分 東経131度19分 / 北緯41.250度 東経131.317度の朝鮮半島羅津東南72海里の地点で輸送船団を発見して魚雷を6本発射し、輸送船「羅津丸」（大連汽船、5,462トン）に3本命中させて撃沈した。8月11日未明にも北緯41度17分 東経139度04分 / 北緯41.283度 東経139.067度の地点で輸送船団を発見し、魚雷を2回に分けて計6本発射して2つの爆発があったことを確認した。8月15日未明には北緯42度58分 東経140度23分 / 北緯42.967度 東経140.383度の輸送船団を発見して魚雷を計3本発射したが、命中しなかった。午前には北緯42度31分 東経139度49分 / 北緯42.517度 東経139.817度の地点で3隻の輸送船を発見し、魚雷を4本発射して2つの乾いた爆発音を確認。その日に終戦を迎え、9月2日に降伏調印式が行われるまで日本海に留まった。9月9日、41日間の行動を終えてグアムアプラ港に帰投した。

### 戦後
「パーゴ」は真珠湾に回航された後、1946年6月12日退役し、第13海軍区の予備役訓練艦として1960年6月1日に除籍されるまで訓練任務に就いた。除籍後の1961年4月17日、スクラップとして売却された。
「パーゴ」の総撃沈トン数は27,983トンに上る。「パーゴ」は第二次世界大戦の戦功で8個の従軍星章を受章した。8回の哨戒は全て成功として記録された。艦名はスタージョン級原子力潜水艦「パーゴ (USS Pargo, SSN-650) 」に継承された。